# 不受歡迎人物

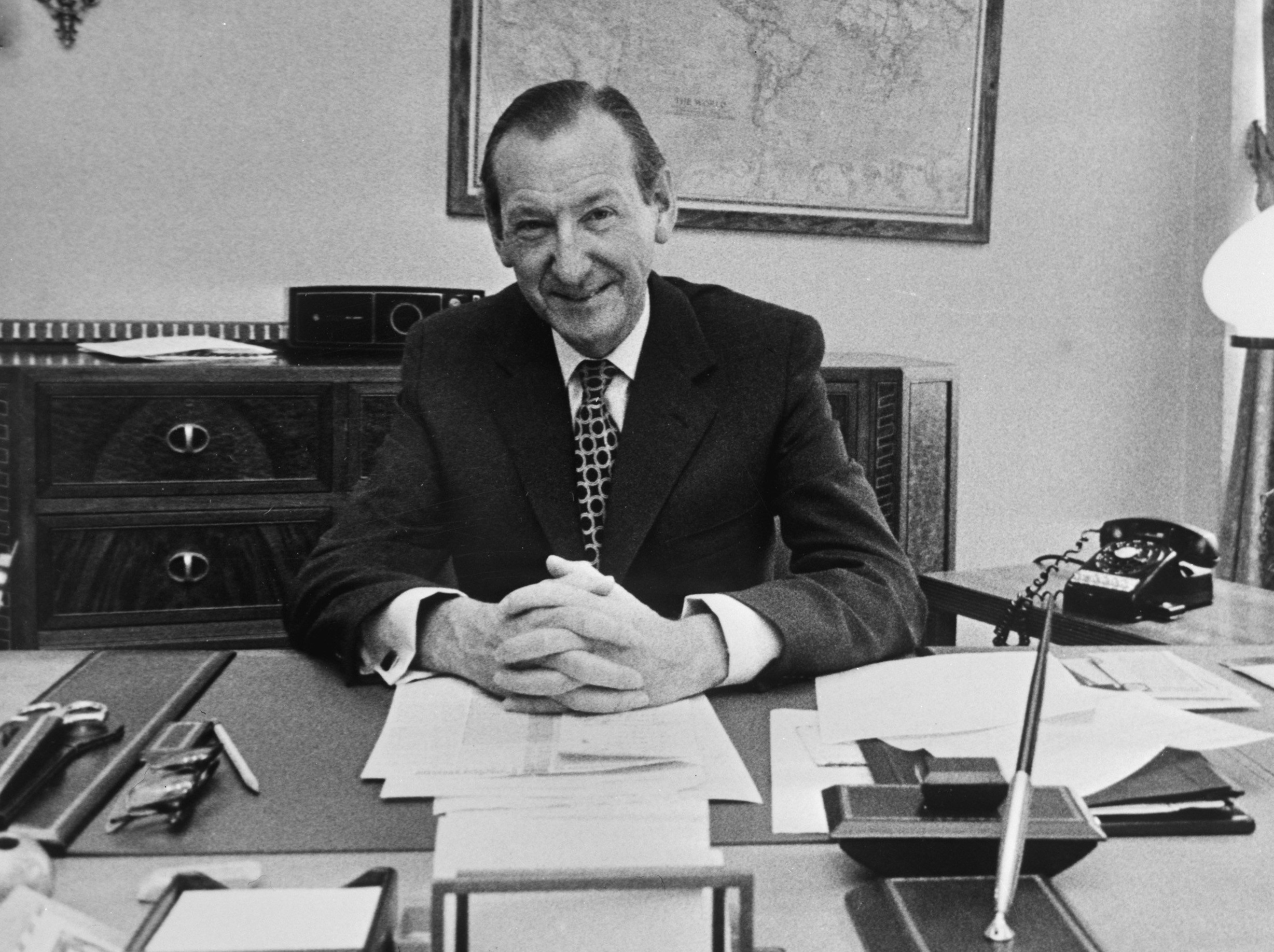
戰後的奧地利總統及聯合國秘書長庫爾特·瓦爾德海姆後被揭露曾在德國國防軍E集團軍擔任過4年的參謀官，美國司法部調查後宣布，發現其在戰爭期間曾犯下諸多戰爭罪行，因此聯邦法規禁止他進入美國，並將其列入「不受欢迎的人」名單。這是美國第一次將外國元首列入類似名單

不受欢迎的人（拉丁語： / 复数：）是所在国对外国外交官有时所施加的一种身份，目的是取消他们免于被逮捕或其他正常诉讼的外交豁免权保护。

## 外交领域
根据《维也纳外交关系公约》第九条的规定，接受国可以“随时不具解释”地宣布外交使团的任何成员为不受欢迎的人。 被如此宣布的人是被认为不可接受的，通常会将他或她召回派遣国；如果不召回，接收国可以“拒绝承认该员为使馆人员”。 一个人甚至可以在他进入该国之前就被宣布为不受欢迎的人。
《维也纳公约》第四十一条和第四十二条保护外交使团工作人员视其级别而不因违反接受国民法和刑法而受到起诉，因此他们必须尊重接受国国家法律和条例。而违反这些条款可能会导致使用不受欢迎的人声明来惩罚犯错的使团成员。它还用于驱逐涉嫌间谍活动的外交官，被描述为“与外交身份不符的活动”； 或任何公开的犯罪行为，例如贩毒。当然，声明也可能象征性地用于表示不满。
而当所谓的“针锋相对”互相驱逐情况业已发生，卷入其中的各国都会互相宣布对方的外交人员为“不受欢迎的人”并驱逐出境，这在冷战时期尤为明显。而在冷战之外的著名互相驱逐事件则是2011年美国与厄瓜多尔：由于维基解密泄露了外交电报内容，厄瓜多尔宣布驱逐美国驻该国大使；而作为回应，美国也很快驱逐了厄瓜多尔驻该国大使。

## 其他领域
外交官以外的人可以被一个国家宣布为不受欢迎的人。 在非外交领域中，将某人称为不受欢迎的人是指该人不受欢迎或不被他人接受。
在菲律宾，省、城镇和城市的地方立法机关可以宣布某些人或群体——包括非外交官和菲律宾公民——为不受欢迎的人，以通过不具约束力的决议表达对某些人的负面情绪。 这可能是对违反当地法令或法律的人的回应。